# Xã Eagle Valley, Quận Todd, Minnesota
Xã Eagle Valley (tiếng Anh: Eagle Valley Township) là một xã thuộc quận Todd, tiểu bang Minnesota, Hoa Kỳ. Năm 2010, dân số của xã này là 541 người.